# Saffron Burrows

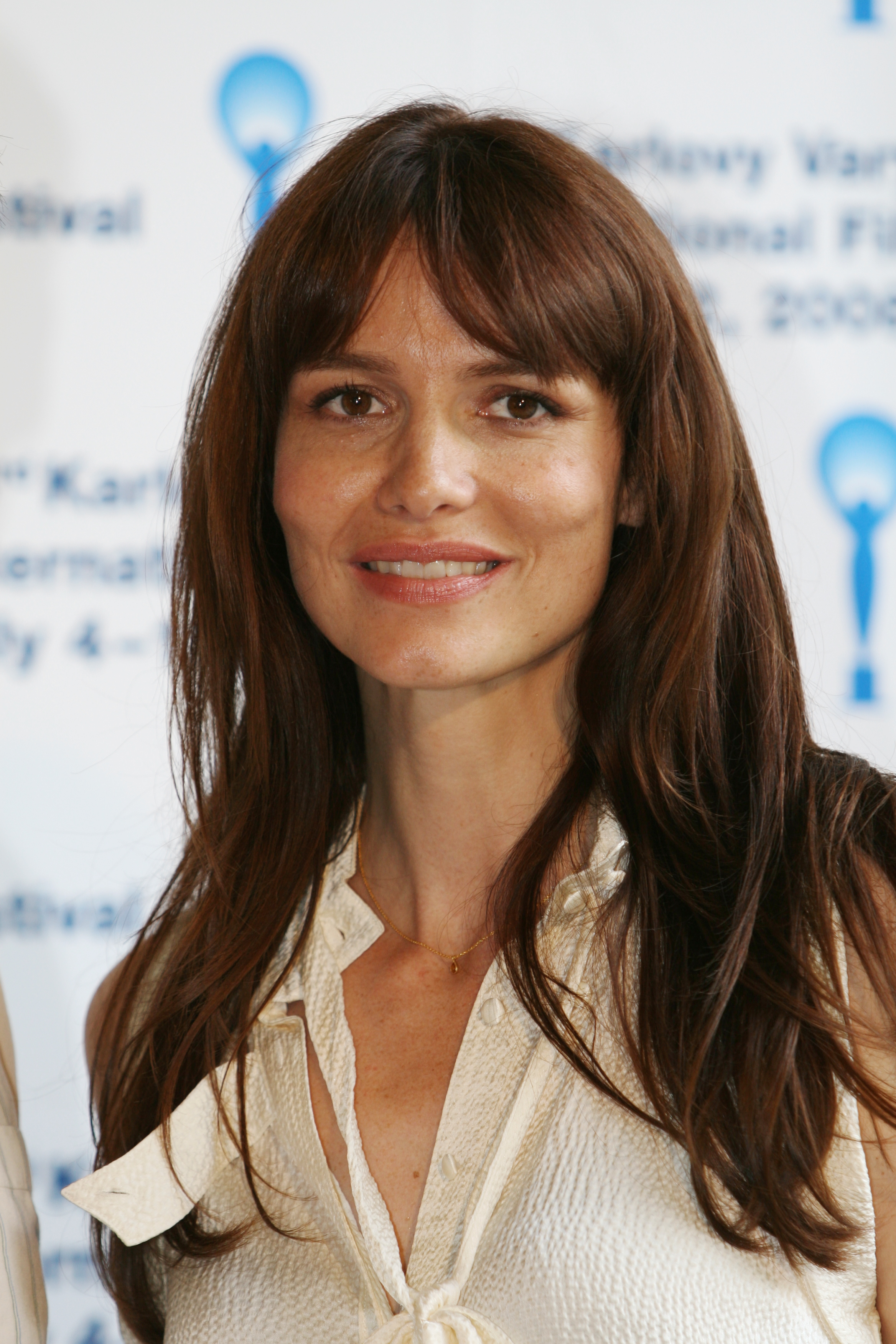
Saffron Burrows (2008)

Saffron Burrows, född 22 oktober 1972 i London, England, är en brittisk skådespelare och modell. Burrows inledde sin karriär som modell och gjorde sin filmdebut i filmen I faderns namn (1993). Sin första större roll hade hon i Circle of Friends (1995). Efter det har Burrows medverkat bland annat i Deep Blue Sea, Frida och Troja. Under ett par år hade hon ett förhållande med Mike Figgis och medverkade i flera av hans filmer. 

## Filmografi i urval
- 1995 - Circle of Friends
- 1996 - Hotel de Love
- 1999 - Deep Blue Sea
- 1999 - Fröken Julie
- 2001 - Enigma
- 2004 - Troja
- 2008 - The Bank Job
- 2009 - Shrink